# Pozlacený věk

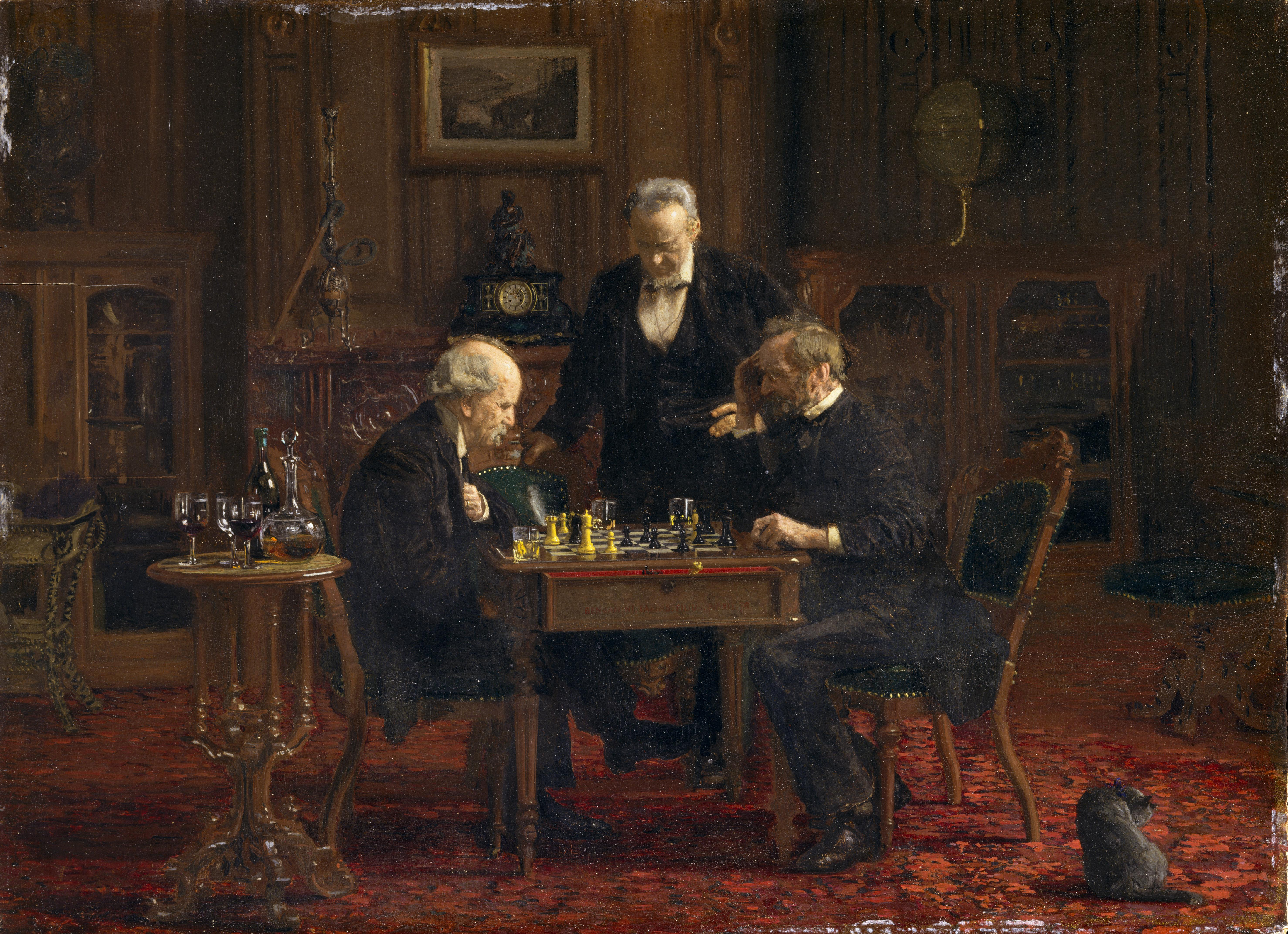
Šachisté (1876), olejomalba Thomase Eakinse, která metaforicky zachycuje atmosféru života velkých podnikatelů během pozlaceného věku

Pozlacený věk (anglicky Gilded Age) je historické období v dějinách Spojených států, které trvalo přibližně od 70. let 19. století do začátku 20. století. Během tohoto období zažila země hospodářský rozmach, který přetvořil její převážně agrární a rurální charakter na vysoce urbanizovanou průmyslovou velmoc, čímž překonala dosavadního průmyslového lídra Spojené království. Technologický pokrok spolu s nárůstem objemu výroby v relativně silně konkurenčním prostředí vyústil do zvýšení životní úrovně a nástupu fenoménu volného času u širokých společenských vrstev.
Industrializace s sebou zároveň přinesla sociální problémy charakterizované stávkovými hnutími za lepší pracovní podmínky. Politici čelili novým výzvám spojeným se stálým přílivem imigrantů a sílícím emancipačním hnutím žen, černochů a Indiánů. Obzvláště negativním jevem bylo rozšiřující se lobbování na federální úrovni, které se vedle trustů využívalo jako účinný nástroj netržní likvidace konkurence.

## Název

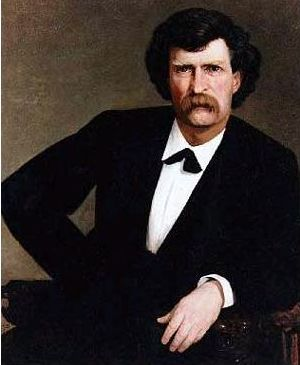
Marku Twainovi se v souvislosti s Gilded Age často připisuje výrok: „Zlatý odlesk pozlaceného povrchu skrývá lacinost samotného kovu.“

V důsledku svých kontroverzních stránek se pro toto období v americké historiografii vžil termín The Gilded Age (pozlacený věk), adoptovaný z románu Marka Twaina a Charlese Dudleyho Warnera The Gilded Age : A Tale of Today (1873), kterým satiricky kritizovali politický život ve Washington, D.C., zejména přítomnou korupci. Twain metaforicky vyjádřil, že „pod zlatým leskem“ se skrýval „nános“ korupce, pochybných obchodních praktik, politických skandálů a narůstajícího materialismu. Nicméně původně tímto referoval k prezidentování Ulysses S. Granta a současný význam jako označení historického období získal Gilded Age až později, i zásluhou tehdejších historiků.
Méně frekventovaným obdobným pojmenováním této éry je název The Great Barbecue, který uvedl historik Vernon Louis Parrington, když přirovnal lobbování k hostině, na níž vláda jako hostitel udělovala různé výhody – pozemky, dotace, celní ochranu před zahraniční konkurencí a pod.
| „                         | Kongres disponoval cennými dary, které mohl udělit v pozemcích, clech, subvencích, výhodách různých druhů; a když vlivní občané vyslovili svá přání úřadujícím státníkům, přívětiví politici přetvořili vládu na dobrou vílu jakou si voliči přáli. Začala obrovská hostina (v originále – barbecue), na kterou byli pozváni zřejmě všichni. No jistě ne úplně všichni, nenápadné osoby [...] byly přehlédnuty. | “ |
| — Vernon Louis Parrington | |   |

Ve spojitosti s pozlaceným věkem se používá i pojem druhá průmyslová revoluce, který se ale týká technologického rozmachu v letech 1870–1914 (s předvojem od 50. let 19. století) v širším kontextu Spojených států a západní Evropy.

## Datování
Chronologické ohraničení Gilded Age je v americké historiografii diskutabilní. Někteří historici ho vymezují jako období od konce občanské války (1865) do vypuknutí španělsko-americké války (1898), zatímco jiní se soustřeďují na osoby dvou klíčových prezidentů, na základě kterých považují za počátek této epochy atentát na Abrahama Lincolna (1865) a za její závěr nástup Theodora Roosevelta do prezidentského úřadu z pozice viceprezidenta zavražděného Williama McKinleyho (1901).
Emeritní profesor historie Vincent P. DeSantis, jakož i někteří další historici, klade začátek pozlaceného věku do roku 1877, ve kterém končí poválečná éra obnovy (Reconstruction era). Historik Thomas Adams Upchurch oproti tomu určil za počáteční mezník rok 1869, kdy se po skandálu „černého pátku“ přesunula pozornost veřejnosti z rasových a politických problémů Jihu na celonárodní politicko-ekonomické záležitosti. Jako další důvod pro výběr tohoto mezníku uvádí, že: „dokončení transkontinentální železnice v témže roce mělo obrovský dopad na způsob, jakým Američané nahlíželi na sebe a na svou zemi – kolektivní vědomí národa začalo přesouvat od občanské války, obnovy, [...] k technickému pokroku, hospodářskému růstu, expanzi na západ, jednotnému cíli a národní hrdosti.“
Datování závěru je rovněž nejednoznačné, což souvisí s neustáleným datováním začátku nástupnické progresivní éry (Progressive era), při které se jako mezník používají 90. léta 19. století – hospodářská krize v roku 1893 nebo prezidentské volby 1896. Nejčastěji uváděným mezníkem je rok 1900, kdy se politicky prosadili představitelé progresivního hnutí (Progressive Movement).

## Hospodářský vývoj
Důležitým determinantem ekonomického rozvoje byla železniční doprava, na které záviselo územní rozšiřování komoditního a spotřebitelského trhu. Železniční společnosti se staly prvními velkými podniky, objektem velkých investic a díky výstavbě nových tratí i velkými odběrateli železa, oceli, dřeva a potřeb pro stavební dělníky.

### Železniční doprava

#### Nárůst železniční sítě

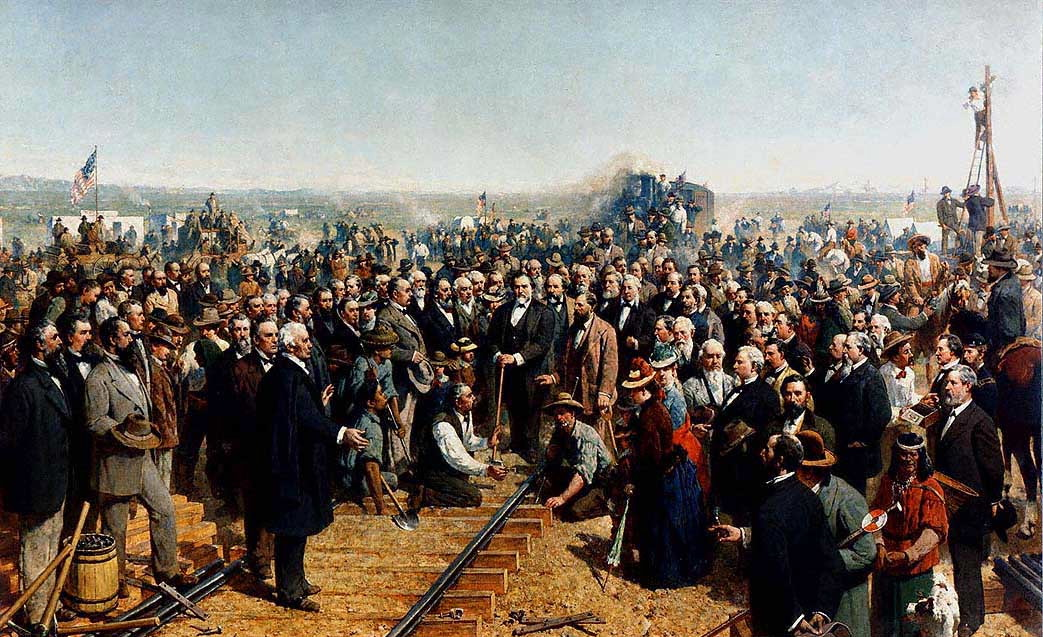
The Last Spike (1881), malba Thomase Hilla zobrazuje ceremonii zatloukání zlatého hřebu v Promotory Point po dokončení transkontinentální železnice. Uprostřed davu stojí Leland Stanford, prezident společnosti CP

V 60. letech 19. století propojovalo 48 000 km tratí zejména státy východního pobřeží a středozápadu, přičemž chybělo účinné spojení na západ přes řeky Hudson a Ohio. V roce 1862 přijal Kongres zákon, kterým pověřil nově vzniklé akciové společnosti Union Pacific Railroad Company (UP) a Central Pacific Railroad Company of California (CP) výstavbou transkontinentální železnice ze Sacramenta v Kalifornii do Omahy v Nebrasce. Pro tento účel byly vyčleněny federální pozemky v šířce 122 m pro samotnou trať, další půda na umístění skladů a také byla povolena těžba dřeva z přilehlých lesů. Federální vláda udělila půjčky na každou míli položené tratě v závislosti na náročnosti terénu – 16 000 USD při rovině, 32 000 USD při průměrném terénu a 48 000 USD v hornatých oblastech. Celý projekt byl slavnostně dokončen 10. května 1869, když se UP stavějící od východu a CP ze západu setkaly v lokalitě Promontory Point na břehu Velkého Solného jezera v Utahu.
Se stavbou transkontinentální železnice se spojoval první velký případ zpronevěry veřejných zdrojů, odhalený v roce 1872, který spočíval v tom, že statutáři UP založili dceřinou společnost Crédit Mobilier of America, která figurovala jako subdodavatel UP a účtovala mu přehnané částky za práci na výstavbě. Díky uměle navýšeným nákladům získal UP podstatně více zdrojů od federální vlády, než bylo zapotřebí k dokončení železnice. Z takto vytvořeného mechanismu profitovali i někteří vysoce postavení Republikáni, včetně viceprezidenta Schuylera Colfaxe, předsedy Sněmovny reprezentantů Jamese G. Blaina a příštího prezidenta Jamese A. Garfielda. Podle zjištění vyšetřovacího výboru Sněmovny reprezentantů došlo k zpronevěře 23 milionů USD.
Naproti tomu většina železničních tratí byla financována ze soukromých zdrojů, prostřednictvím emitovaných cenných papírů obchodovaných hlavně na Newyorské burze cenných papírů. Společnosti, které získaly státní dotaci, musely vládě zaručit právo na přepravu pošty za nízké ceny a být neustále k dispozici pro přesuny vojsk. Výhodou byla možnost spolupráce s telegrafními společnostmi – např. Western Union nabízela telegrafickou službu zdarma výměnou za možnost postavit telegrafní sloupy podél železničních tratí. Zavedení telegrafu železnicím umožnilo bezpečnější a efektivnější dopravu.
V 70. a 80. letech zažila výstavba železnic rapidní nárůst – ze 150 400 km (1870) vzrostla délka tratí na 267 200 km (1880) a následně na 318 400 km (1890). Samotný rozsah železnic ale nebyl jediným faktorem ovlivňujícím hospodářský vývoj, neboť v důsledku velkého množství dopravců, a s tím souvisejícím nejednotným standardem rozchodu kolejí, byl při přepravě zboží na delší vzdálenosti nutný přechod několika překladišti, což vyústilo do vyšších nákladů. Historik John F. Stover popisuje, že: „překážky plynulé dopravě nebyly způsobeny pouze chybějícím celkovým plánováním, ale také silnými lokálními ekonomickými zájmy. Majitelé hostinců, honáci a nosiči byli spokojeni, že ani jeden vlak přijíždějící do Richmondu nebo Philadelphie fyzicky nemohl přejet na další trať vedoucí z města.“

#### Vznik Vanderbiltova „železničního impéria“

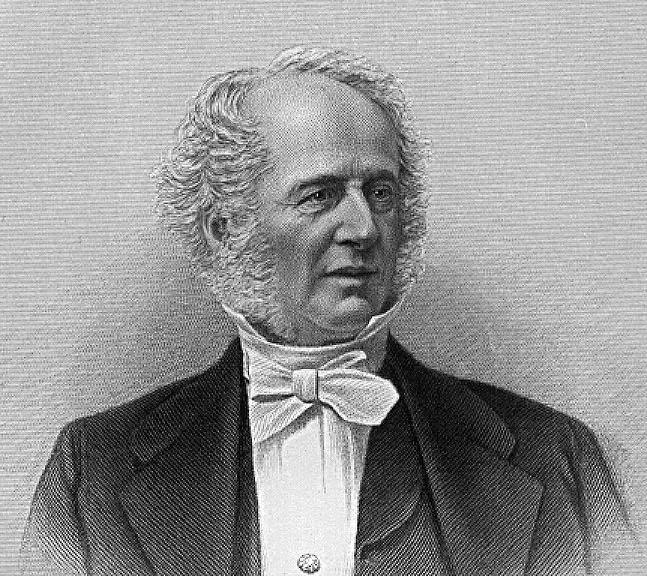
Cornelius „Komodor“ Vanderbilt

Zatímco federální unifikace rozchodu kolejí narážela na odpor některých kongresmanů, na trhu docházelo akvizicemi k budování velkých železničních společností. Nejúspěšnějším v této oblasti byl Cornelius Vanderbilt, který již před občanskou válkou získal zkušenosti a kapitál 11 mil. USD v parníkové dopravě, díky čemuž si vysloužil přezdívku Komodor (Commodore). Do roku 1869 sérií burzovních operací získal kontrolu nad tratěmi New York Central Railroad (NYC RR), Hudson River Railroad a New York & Harlem Railroad, čímž zkonsolidoval trasu z New Yorku do Buffala. Jeho snaha ovládnout i konkurenta Erie Railroad (ER) vedla ke konkurenční válce, v níž prezident ER Daniel Drew nadhodnocoval akcie vlastní společnosti, aby tak neutralizoval Vanderbiltovy snahy získat tuto železnici prostřednictvím odkupu jejích akcií. To vedlo nejen k velkým finančním ztrátám na Vanderbiltově straně, který od svého záměru upustil, ale zanechalo i negativní stopu na finančním trhu, jelikož Drewův úspěch v odražení agresivní akvizice inspiroval další společnosti, které následně začaly využívat manévr nadhodnocení akcií. Koncem 60. let takovýmto způsobem 28 železničních společností zvýšilo své jmění z 287 mil. na 400 mil. USD.
Pod Vanderbiltovým vedením se NYC RR podařilo zvýšit efektivitu dopravy – mnohé železnice společnosti byly přebudovány z jednokolejné na dvoukolejné a všechny byly renovovány. Zároveň dbal na snižování nákladů, např. zákazem ozdobných nátěrů lokomotiv. Díky tomu byla společnost schopna vyplácet akcionářům roční dividendu ve výši 6–8 % a bez škod přestála i velkou depresi (1873–1879) po krachu vídeňské burzy. Ve vedení společnosti pokračoval jeho syn William Henry Vanderbilt, který postupnou expanzí na Severovýchod vytvořil z NYC RR největší železniční společnost v USA. Podobný slučovací proces probíhal i v jiných částech země, až v roce 1900 dvě třetiny všech železnic (cca 212 267 z 318 400 km) vlastnilo sedm společností.

#### Dopad rozvoje železnic na hospodářství
| Rok                                    | reálný HNP (v mld. USD) | nominální HNP (v mld. USD r. 1972) |
| -------------------------------------- | ----------------------- | ---------------------------------- |
| 1877                                   | 9,13                    | 49,54                              |
| 1878                                   | 9,04                    | 52,95                              |
| 1879                                   | 9,65                    | 58,44                              |
| 1880                                   | 12,14                   | 66,74                              |
| 1881                                   | 12,13                   | 67,97                              |
| 1882                                   | 13,10                   | 71,12                              |
| 1883                                   | 12,79                   | 70,28                              |
| 1884                                   | 12,44                   | 72,18                              |
| 1885                                   | 11,66                   | 72,44                              |
| 1886                                   | 12,06                   | 75,96                              |
| 1887                                   | 12,56                   | 78,30                              |
| 1889                                   | 12,48                   | 76,44                              |
| 1890                                   | 12,96                   | 78,93                              |
| 1891                                   | 13,65                   | 84,82                              |
| 1892                                   | 14,02                   | 88,65                              |
| 1893                                   | 14,82                   | 97,19                              |
| 1894                                   | 14,40                   | 92,36                              |
| 1895                                   | 13,12                   | 89,92                              |
| 1896                                   | 14,47                   | 100,55                             |
| 1897                                   | 13,78                   | 98,44                              |
| 1898                                   | 15,18                   | 107,86                             |
| 1899                                   | 16,00                   | 110,20                             |
| 1900                                   | 18,05                   | 120,40                             |
| Zdroj: Balke a Gordon 1986, s. 781–782 |                         |                                    |

Budování a zefektivňování železnic je v americké historiografii vnímáno jako klíčový faktor při rozvoji průmyslu. Avšak v 60. letech 20. století ekonomický historik Robert W. Fogel zpochybnil jejich nezastupitelnou úlohu prostřednictvím jím vyvinutého kliometrického modelu social savings. Na základě výsledků svého výzkumu určil, že přínos železniční dopravy do roku 1890 činil cca 2,7 % hrubého národního produktu (HNP) – z hlediska nižších přepravních nákladů vůči alternativnímu použití splavných kanálů a zkvalitnění silniční sítě. Tento přístup si vyžádal značnou kritiku akademické obce. Např. profesor historie Julius Rubin na jedné straně ocenil komplexnost Fogelova výzkumu, ale zároveň vytkl podcenění neekonomických faktorů rozvoje železnic – sociální, psychologické a politické následky, které ovlivnily dlouhodobý hospodářský růst. Za ty považuje zejména technické dovednosti získané při stavbě tratí, výrobě lokomotiv, rychlejší cestování a také nové přístupy v podnikovém hospodářství a finančnictví, protože železnice byly prvními velkými moderními korporacemi. Částečně navazujíc na Fogelův výzkum, ekonomové Dave Donaldson a Richard Hornbeck došli k závěru, že železniční doprava měla rozhodující význam pro distribuci výrobků zemědělského sektoru, pro který by absence železnic znamenala ztrátu ve výši 3,4 % HNP, přičemž kanálová doprava by byla schopna nahradit jen cca 13 % ztrát a zlepšená silniční síť cca 20% ztrát.
Samotné rozšiřování železniční sítě bylo jen jedním z charakteristických rysů amerického hospodářství v tomto období. Technologické inovace a investice se projevovaly i v průmyslu a službách. Situaci napříč celým ekonomickým spektrem vystihuje David Ames Wells, zvláštní komisař pro státní příjmy: „V posledních pěti letech [1864–1869] se [...] vyrobilo více oceli, vytěžilo se více uhlí, mědi a dřeva [...] postavilo se více domů, obchodů a dílen [...] a bylo vytěženo, zpracováno a vyvezeno větší množství ropy než během jakéhokoliv srovnatelného období v dějinách této země.“ Podle statistik vzrostl nominální HNP z 9,12 mld. v roce 1877 na 12,14 mld. USD v roce 1880 (o 25 %) a do konce období pozlaceného věku si i přes mírný výkyv v polovině 90. let udržoval stoupající tendenci a na přelomu století dosáhl více než dvojnásobek původního stavu z roku 1877–19,40 mld. USD (1900).
Z indexu průmyslové produkce USA ekonoma Josepha H. Davise vyplývá, že objem průmyslové výroby (včetně těžebního průmyslu) vzrostl v letech 1877–1900 téměř čtyřnásobně. Nárůst se nejvíce projevil v hutnictví (8-násobek výroby), strojírenství (5,6 násobek), potravinářství (4,7 násobek) a petrochemickém průmyslu (4,4 násobek).

### Petrochemický průmysl
Vzestup petrochemického průmyslu souvisel s tím, že v 50. letech 19. století výrazně klesla nabídka velrybího oleje, který se používal jako hlavní palivo do svítidel. Petrolej získávaný z povrchových ložisek nestačil uspokojovat rostoucí poptávku, proto se přistoupilo k hledání velkých podzemních nalezišť. Přelom nastal v roce 1859, kdy Edwin L. Drake narazil na bohatá podzemní ložiska ropy v Oil Creek Valley na severozápadě Pensylvánie. Jak uvádějí historici George B. Tindall a David E. Shi: „Hospodářský význam pensylvánské ropné horečky v šedesátých letech zdaleka převýšil význam kalifornské zlaté horečky padesátých let.“

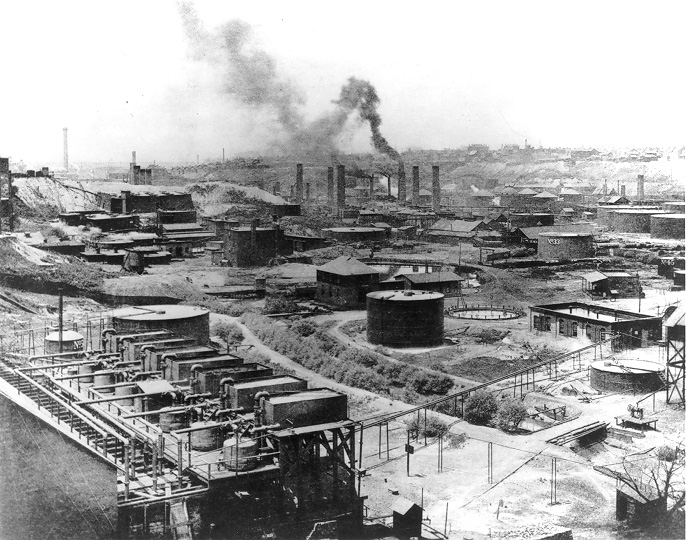
První rafinerie společnosti Standard Oil v Clevelandu v roce 1889

V roce 1862 vstoupil do tohoto rodícího se odvětví John D. Rockefeller, který spolu se svým obchodním partnerem Mauricem B. Clarkem vložili kapitál 4 000 USD do malé rafinérie chemika Samuela Andrewse, díky jehož odborným znalostem ve zpracovávání ropy se jejich investice několikanásobně zhodnotila. Jen v rozpětí tří let dokázala jejich společnost zdvojnásobit objem výroby petroleje a získala tak dominantní postavení v Clevelandu, centru petrochemického průmyslu. Následně Rockefeller a jeho společníci sloučili své podnikatelské aktivity do Standard Oil Company of Ohio, založené v roce 1870 s kapitálem 1 mil. USD. Nadcházející hospodářskou krizi (1873) využili na levné odkupy krachujících rafinérii v Pensylvánii a New Yorku.
Společnost se zaměřila na horizontální integraci petrochemického průmyslu – zisk monopolního postavení. Pro tento účel Rockefeller spolu se svými spolupracovníky vytvořili schéma, podle níž měly být zásilkám rafinérií Standard Oil, zprostředkovaným přes South Improvement Company, poskytovány tajné rabaty na železnicích, zatímco jejich konkurenci měly být ponechány původní poplatky. Zisky plynoucí z této dohody byly z větší části vypláceny South Improvement Company, přičemž železnicím byly zaručeny stálé objednávky pro přepravy velkého množství ropy. Navíc měli železniční dopravci denně informovat o konkurenčních zásilkách a zpřístupnit své účetní záznamy. Samotnou realizaci tohoto plánu překazila rychlá mobilizace těžařů a zpracovatelů ropy kteří se sešli po prudkém zvednutí železničních poplatků za přepravu jejich zásilek, zformovali Svaz producentů petroleje (Petroleum Producers ' Union) a požadovali okamžitý zásah úřadů. I přesto, že bylo celá schéma po zveřejnění rozpuštěno, Rockefeller využil tuto situaci na odkoupení některých konkurenčních rafinérií.
Na zkoordinování podnikání právníci Standard Oil využili angloamerický právní institut trustu. V roce 1882 svěřilo všech 37 akcionářů různých rafinérií své akcie devíti pověřencům výměnou za svěřenecké certifikáty zaručující dividendu, přičemž ztratili rozhodovací pravomoc. Po tom, co Nejvyšší soud Ohia v roce 1892 nařídil rozpuštění tohoto trustu, byla Standard Oil reorganizována jako holdingová společnost. Trust jako forma organizace struktury podnikání se následně uplatnil i v ostatních odvětvích. Častý negativní vliv trustů na volnou tržní soutěž i rozšířené lobbování vedly k přijetí Shermanova antimonopolního zákona dne 2. července 1890. Tato první americká antimonopolní legislativa posuzovala snahu o monopolizaci obchodu jako zločin, za který mohl soud uložit korporaci pokutu do výše 100 mil. USD.

### Hutnictví

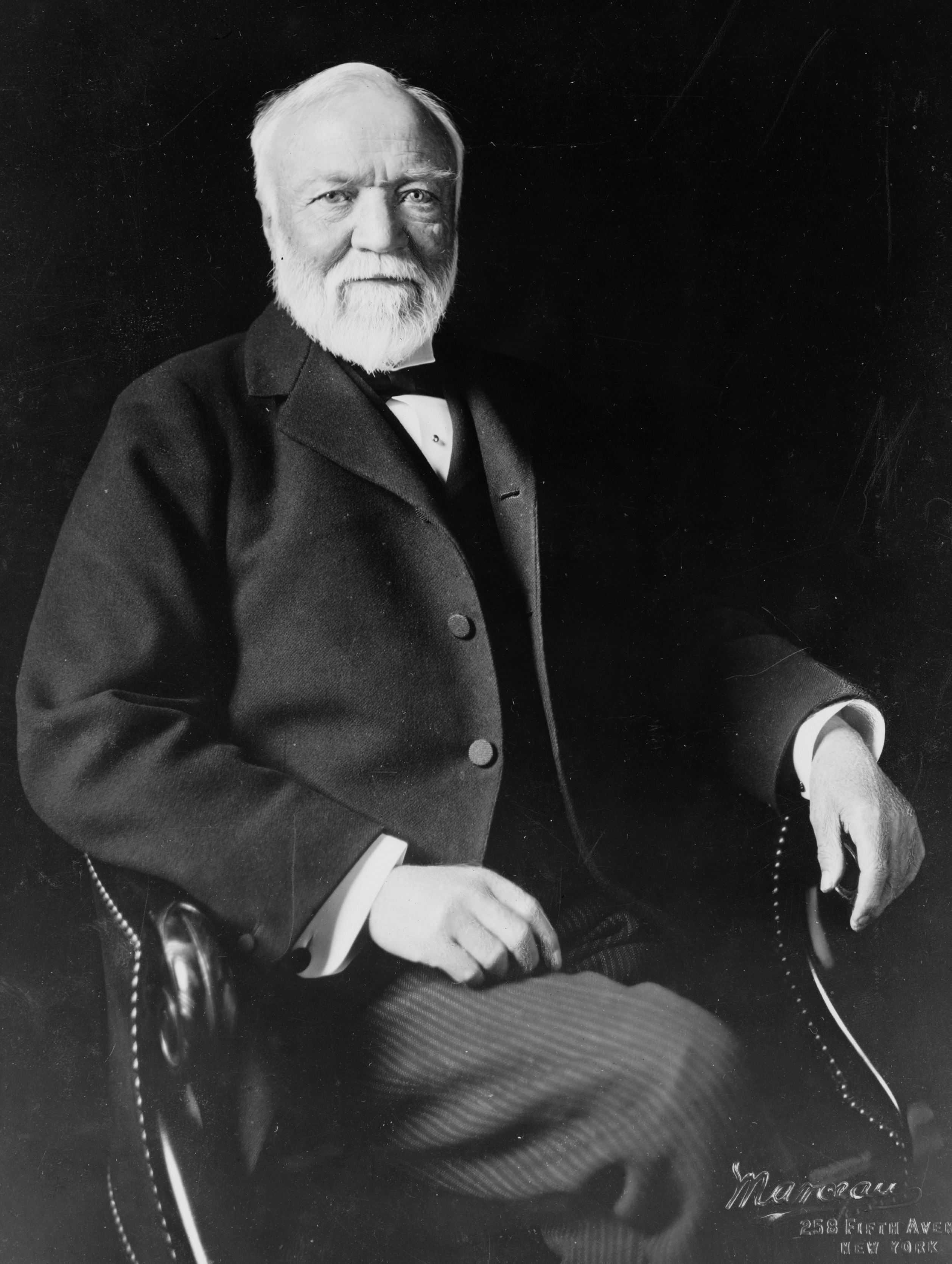
Andrew Carnegie uvedl na americký trh ocel jako odolnější stavební materiál než železo

Po petrochemickém průmyslu druhou významnou složku hospodářství tvořilo hutnictví, jehož rozvoj nastal zejména po aplikování Bessemerova procesu, moderního způsobu výroby oceli. Z Británie tyto znalosti dovezl železniční investor Andrew Carnegie když se na jedné ze svých služebních cest v roce 1872 setkal s vynálezcem technologie, Henrym Bessemerem. Po návratu do USA Carnegie založil podnik Carnegie, McCandless & Company a dal postavit dosud největší ocelářský závod na světě – J. Edgar Thomson Steel Works v Pensylvánii. Na rozdíl od Rockefellera zvolil Carnegie strategii vertikální integrace – působnost společnosti rozšířil na těžbu železné rudy, železniční a lodní dopravu atd., čímž eliminoval svou závislost na externích dodavatelích a posílil pozici na trhu. V roce 1901, poté co se rozhodl odejít z podnikání, prodal svou společnost za 480 mil. USD investičnímu bankéři Johnovi Pierpontu Morganovi, který fúzí s dalšími ocelárnami vytvořil U.S. Steel, první společnost s kapitálem přes jednu miliardu USD.

### Elektroenergetika
Vrchol americké hospodářské a technologické dominance představoval rychlý nástup nového odvětví – elektroenergetiky a výroby s tím souvisejících elektrotechnických spotřebičů, zejména žárovek. Za množstvím těchto vynálezů stál Thomas Alva Edison, jehož Edison Illuminating Company v roce 1882 dodávala elektřinu z elektrárny Pearl Street Station 85 spotřebitelům v New Yorku. Když v roce 1888 Edisonův největší konkurent George Westinghouse zdokonalil motor na střídavý proud, elektřina našla široké využití jako nový zdroj energie v průmyslu.
Inovátorského ducha pozlaceného věku vystihuje i statistika Patentového úřadu USA, který zatímco v období 1861–1865 zaregistroval 20 725 patentů, v posledních pěti letech století se jejich počet zvýšil na 112 188.

## Sociální vývoj

### Imigrace
Období intenzivní industrializace se výrazně odrazilo na demografické struktuře Spojených států. Zpočátku tvořili většinu továrních dělníků přistěhovalci z venkova, bývalí farmáři, kteří odešli do měst za vidinou lepšího uplatnění nebo z finančních důvodů. Zvyšující se poptávka po levnější pracovní síle lákala stále větší množství imigrantů. Proto mnohé velké společnosti, zejména železnice, zřizovaly v Evropě náborové stanice a finančně zajišťovaly cestu jejich budoucích zaměstnanců do USA.
První výraznou přistěhovaleckou skupinou byly Číňané z města Kanton, kteří se do značné míry podíleli na výstavbě první transkontinentální železnice. V 80. letech tvořily devítinu obyvatelstva Kalifornie, přičemž museli čelit rasovým předsudkům i nenávisti ze strany odborů a dělníků, kteří je vinili pro ochotu pracovat za nižší mzdy. Důsledkem bylo přijetí zákona o pozastavení čínské imigrace v roce 1882.
Avšak největší množství imigrantů bylo evropského původu. V období let 1871 až 1900 se do USA přistěhovalo 10 562 761 Evropanů, nejvíce z Německa, Irska, Itálie, Rakousko-Uherska, Spojeného království a Ruska. Motivem byl útěk před politickou perzekucí, hospodářskou krizí, náboženským pronásledováním (např. u Židů z Ruska), ale také vidina dobrého výdělku v rozvíjejícím se průmyslu. Imigranti měli tendenci usazovat se blízko práce a vytvářeli etnické resp. krajanské kolonie. V roce 1870 tvořili až třetinu všech dělníků. Jelikož zpravidla přicházeli z horšího ekonomického prostředí, byli ochotni pracovat za nižší mzdy, např. v ocelářství vydělával imigrant cca 12 USD týdně, zatímco rodilý Američan pracoval za 22 USD týdně. Také z důvodu, že byli často spolu s černošskými dělníky často používáni jako záložní pracovníci, odbory lobbovaly za omezení imigrace. Nakonec v roce 1885 Kongres vyhověl jejich žádosti a zakázal přistěhovalectví prostřednictvím náborových středisek.
| Přehled počtu imigrantů v letech 1871–1900                                                                         | Přehled počtu imigrantů v letech 1871–1900 | Přehled počtu imigrantů v letech 1871–1900 | Přehled počtu imigrantů v letech 1871–1900 | Přehled počtu imigrantů v letech 1871–1900 |
| Země / oblast | 1871–1880                                  | 1881–1890                                  | 1890–1900                                  | celkem                                     |
| Evropa | 2 271 925                                  | 4 735 484                                  | 3 555 352                                  | 10 562 761                                 |
| --- | ------------------------------------------ | ------------------------------------------ | ------------------------------------------ | ------------------------------------------ |
| Rakousko-Uhersko                                                                                                   | 72 969                                     | 353 719                                    | 592 707                                    | 1 019 395                                  |
| Belgie | 7 221                                      | 20 177                                     | 18 167                                     | 45 565                                     |
| Dánsko | 7 221                                      | 20 177                                     | 18 167                                     | 45 565                                     |
| Francie | 72 206                                     | 50 464                                     | 30 770                                     | 153 440                                    |
| Německo | 718 182                                    | 1 452 970                                  | 505 152                                    | 2 676 304                                  |
| Řecko | 210                                        | 2 308                                      | 15 979                                     | 18 497                                     |
| Irsko1 | 436 871                                    | 655 482                                    | 388 416                                    | 1 480 769                                  |
| Itálie | 55 759                                     | 307 309                                    | 651 893                                    | 1 014 961                                  |
| Nizozemí | 16 541                                     | 53 701                                     | 26 758                                     | 97 000                                     |
| Norsko | 95 323                                     | 176 586                                    | 95 015                                     | 366 924                                    |
| Švédsko | 115 922                                    | 391 776                                    | 226 266                                    | 733 964                                    |
| Polsko2 | 12 970                                     | 51 806                                     | 96 720                                     | 161 496                                    |
| Portugalsko | 14 082                                     | 16 978                                     | 27 508                                     | 58 568                                     |
| Rumunsko | 11                                         | 6 348                                      | 12 750                                     | 19 109                                     |
| Rusko3 | 39 284                                     | 213 282                                    | 505 290                                    | 757 856                                    |
| Spojené království4                                                                                                | 548 043                                    | 807 357                                    | 271 538                                    | 1 626 938                                  |
| Španělsko | 5 266                                      | 4 419                                      | 8 731                                      | 18 416                                     |
| Švýcarsko | 28 293                                     | 81 988                                     | 31 179                                     | 141 460                                    |
| Asie | 124 160                                    | 69 942                                     | 74 862                                     | 268 964                                    |
| Čína | 123 201                                    | 61 711                                     | 14 799                                     | 199 711                                    |
| Japonsko | 149                                        | 2 270                                      | 25 942                                     | 28 361                                     |
| Osmanská říše | 404                                        | 3 782                                      | 30 425                                     | 34 611                                     |
| Amerika | 404 044                                    | 426 967                                    | 38 972                                     | 869 983                                    |
| Kanada | 383 640                                    | 393 304                                    | 3 311                                      | 780 255                                    |
| Mexiko | 5 162                                      | 1 913                                      | 971                                        | 8 046                                      |
| Karibik | 13 957                                     | 29 042                                     | 33 066                                     | 76 065                                     |
| Jižní Amerika | 1 128                                      | 2 304                                      | 1 075                                      | 4 507                                      |
| Afrika | 358                                        | 857                                        | 350                                        | 1 565                                      |
| Oceánie | 10 914                                     | 12 574                                     | 3 965                                      | 27 453                                     |
| 1 – součást Spojeného království; 2 – součást Ruska; 3 – kromě Polska; 4 – kromě IrskaZdroj: US DOJ 2003, s. 17–18 |                                            |                                            |                                            |                                            |

### Pracovní podmínky a životní úroveň
Negativní stránkou života továrních dělníků byly zejména náročné pracovní podmínky a vysoká úrazovost, což se týkalo hlavně hutních závodů. Např. pracovní doba v Carnegieho ocelárnách byla 12 hodin denně, 6 dní v týdnu, přičemž dělníci pracovali v blízkosti roztaveného železa. Jejich průměrný roční výdělek činil 490 USD. Nicméně do konce století nominální hodnoty mezd zaznamenaly nárůst o 10 %, přičemž se následkem snížení cen zboží a zavedením zlatého standardu v monetární politice zvýšila i jejich reálná hodnota.